# Буљукбаша
Буљукбаша или буљубаша је официрски чин заповедника у османској војсци. Одговара чину капетана. Од 19. века у турској војсци замењен је називом јузбаша. Juz на турском значи „стотина“.
Ова реч потиче од две турске речи:
- Буљук — скупина војника која одговара чети или батаљону;
- Баша — „бас“ (baş), што значи „глава, поглавар, вођа, командант“.